# 燕公楠
燕公楠（1241年—1302年），字国材，号五峰，元朝南康建昌（今江西永修县西北）人。
燕公楠十岁能写文章，南宋时担任通判赣州事。至元十三年（1276年），归降元朝，授同知赣州事。至元十四年（1277年），以平广南有功，升为同知吉州路总管府事。至元二十二年，应召至上都，奏对称旨，忽必烈赐名赛因囊加带。至元二十五年（1288年），任大司农，领八道劝农营田司事。按行州县，能兴利除弊。至元二十七年（1290年），出为江浙等处行中书省参知政事。至元三十年（1293年），复为大司农。元成宗时，历任河南江北等处行中书省右丞、湖广等处行中书省右丞。曾对豪横夺民田的转运司判官唐申、杀主簿的武昌县尹刘权，追责其罪。著有《五峰集》。